# Farmaco biologico
I farmaci biologici (o biofarmaci) sono una categoria di farmaci complessi a struttura proteica. La scadenza dei brevetti dei primi farmaci di origine biotecnologica e la conseguente comparsa di prodotti biosimilari, hanno posto diverse domande alle autorità sanitarie di tutto il mondo per quanto riguarda la definizione, struttura e requisiti per l'autorizzazione a commercializzare tali prodotti.
I cosiddetti farmaci biotecnologici sono farmaci che rientrano nella stessa definizione descrittiva dei farmaci biologici; la differenza tra i due sta nel metodo di produzione, ovvero un farmaco si dice "biotecnologico" quando la sua produzione ha richiesto un processo avanzato di ingegneria genetica sulle colture cellulari coinvolte nella sintesi proteica, a differenza dei farmaci "biologici", nella cui produzione non sono state impiegate colture cellulari manipolate geneticamente.
Esistono farmaci biotech contro diversi tipi di cancro, diabete mellito, malattie infettive (virus HIV), così come le malattie cardiovascolari, neurologiche, respiratorie e autoimmuni. 
L'industria farmaceutica per ottenere nuovi principi attivi negli anni ha utilizzato differenti tecniche: fermentazioni, DNA ricombinante e la tecnica degli ibridomi. 

## Gruppi
I farmaci biologici possono essere suddivisi in questi principali categorie: 
- Fattori ricombinanti del sangue (octocog alfa, nonacog alfa)
- Fibrinolitici (attivatore tissutale del plasminogeno come alteplase)
- ormoni (insulina, gonadotropine, somatotropina)
- Emopoiesi (eritropoietina, colony-stimulating factor come G-CSF)
- Interferoni (interferone-α, -β, -γ)
- Interleuchine, interleuchina-2 ricombinante (rIL-2, aldesleuchina)
- Vaccini
- Anticorpi monoclonali
- Sostanze di espressione genica (trascrizione, traslazione, fattore di trascrizione, siRNA o microRNA)
- Altri come Superfamiglia TNF/TNFR, enzimi terapeutici

## Ricerca
L'insulina è considerata il primo farmaco biotecnologico prodotto per via ricombinante, in un batterio chiamato E.coli nel 1982. Attualmente l'insulina viene prodotta in diverse forme e concentrazioni da differenti aziende farmaceutiche.